# Drunter und drüber (1939, USA)
Drunter und drüber (Originaltitel: It’s a Wonderful World) ist eine Screwball-Komödie von W. S. Van Dyke aus dem Jahr 1939.

## Handlung
Privatdetektiv Guy Johnsons Aufgabe ist wenig aufregend: Er steht dem Tabakerben und Millionär Willie Heyward Tag und Nacht zur Verfügung, um den latenten Alkoholiker vor Schwierigkeiten zu bewahren und nachts heil nach Hause zu bringen. Willie hat gerade zum vierten Mal geheiratet, seine Braut heißt Vivian. Am Abend ist er jedoch schon wieder so betrunken, dass Guy zu Hilfe kommen muss. Er findet seinen Klienten in einem Hotel – mit einer Pistole in der Hand und vor sich auf dem Boden eine tote Tänzerin, die kurz zuvor noch über die Presse bekannt gegeben hatte, ihn verklagen zu wollen. Guy versteckt Willie, doch werden beide gefunden und verhaftet. Kurze Zeit später fällt das Urteil: Willie wird wegen Mordes zum Tode verurteilt, während Guy zu einem Jahr Gefängnis verurteilt wird. Auf der Überstellung zum Gefängnis gelingt Guy die Flucht.
Er hat einen Anhaltspunkt, um den wahren Mörder der Tänzerin zu finden: Als er sie fand, hielt sie in ihrer Hand eine halbe Münze. Der Besitzer der anderen Hälfte muss der Mörder sein bzw. in dem Fall weiterhelfen können. Als Guy während der Überstellung in der Zeitung eine Anzeige las, in der der Besitzer einer halben Münze um ein Treffen mit seiner Ehefrau im Saugerties-Theater bat, entschloss er sich zur Flucht, um den Fall lösen zu können.
Auf seiner Flucht trifft er auf die Lyrikerin Edwina Corday, deren Wagen er an sich nimmt und die er kurz darauf entführt, da die Polizei bereits hinter ihm her ist. Beide überstehen die Nacht gemeinsam. Am nächsten Tag liest Edwina in der Zeitung, dass Guy kein Schwerkrimineller ist, wie sie vermutet hatte, sondern Detektiv. In der gleichen Zeitung steht auch, dass sie inzwischen als vermisst gilt. Edwina, die in Guys Nachforschungen ein großes Abenteuer sieht, entschließt sich ihm auch gegen seinen Willen bei seiner Arbeit behilflich zu sein.
Es gelingt beiden, mithilfe von Verkleidungen und kleinen Lügen den tumben Polizisten mehrfach zu entkommen, auch wenn sie sich dabei immer wieder streiten. Sie gelangen ins Saugerties-Theater, wo Edwina Guy als Schauspieler aus Alabama vorstellt – er wird sofort für eine Nebenrolle engagiert und muss nun Text lernen. Unterdessen versuchen beide, den Besitzer der halben Münze ausfindig zu machen und gegebenenfalls zu retten. Auch Guys Partner Cap Streeter ist inzwischen im Theater angekommen und beteiligt sich an der Suche. Dies wird erschwert, als Edwina ihn für einen Polizisten hält und ihn niederschlägt.
Die abendliche Theatervorstellung beginnt und sowohl die Polizei als auch Vivian – die Guy hinter dem Mord an der Tänzerin vermutet – sind bei der Vorstellung anwesend. Es gelingt Guy und seinen Mitstreitern nicht, alle Männer auf ihre Identität mit dem Münzbesitzer zu überprüfen und so wird während der Vorstellung ein Mann ermordet. Guy will schon aufgeben, weil er glaubt, sein einziger Zeuge gegen Vivian sei erschossen worden, als die Theaterleiterin ihm und Edwina mitteilt, dass der Schauspieler erst kurzfristig für einen gewissen Ned Brown eingesprungen ist.
Guy wird von den anwesenden Polizisten verhaftet, doch gelingt es Edwina, den Verdacht auf ihn zu lenken und die Polizisten zu überzeugen, dass wichtige Beweispapiere in Guys Haus versteckt seien – das in Wirklichkeit jedoch das Haus von Ned ist. Die Polizisten fahren also zu Neds Haus und treffen dort auf Vivian, ihren Liebhaber und den gefesselten und mit einer Waffe bedrohten Ned Brown, der in Wirklichkeit Vivians verstorben geglaubter Ehemann ist. Edwina und Guy gelingt es, Vivian und ihren Liebhaber zu überwältigen – Vivian wollte ihren neuen Ehemann Willie tot sehen und sein Vermögen erben. Ihr neuer Liebhaber ermordete die Tänzerin und lenkte den Verdacht auf Willie. Ihr Liebhaber hatte jedoch wie Ned von Vivian eine halbe Münze als Andenken erhalten. Als die zweite Münze verschwunden war und Ned überraschenderweise lebend zurück aus Australien in die Heimat kam, sollte auch er sterben, um die letzten Spuren zu verwischen. Am Ende ist Guy der glückliche: Er erhält von Willie 100.000 Dollar, da er den Fall gelöst und ihm so das Leben gerettet hat.

## Produktion
Drunter und drüber entstand als Ableger der zahlreichen Nick-und-Nora-Filme um den Dünnen Mann. Die Studiobosse hatten erkannt, dass die Detektivgeschichten um ein sich kabbelndes Paar beim Publikum ankamen und produzierten in der Folge unter anderem die Detektivfilme um das Paar Joel und Garda Sloan: Mord, wie er im Buche steht (1938), Fast and Loose (1939) und Fast and Furious (1939) sowie Drunter und drüber mit dem ungleichen Paar Guy Johnson und Edwina Corday.
Regie führte W. S. Van Dyke, der mit James Stewart zuvor bereits bei Rose-Marie und Dünner Mann, 2. Fall zusammengearbeitet hatte und zudem in vielen der Dünnen-Mann-Filme Regie führte. Van Dyke drehte Drunter und drüber in nur zwölf Tagen ab.

## Kritik
Die zeitgenössische Kritik erwies sich dem Film gegenüber als „alles andere als enthusiastisch“, so nannte Frank S. Nugent von der New York Times den Film „fast zu anstrengend zum Entspannen“. Andere Kritiker sahen in Drunter und drüber eine „nicht recht in Gang kommende verrückte Komödie“: „In diesem ausgesprochen überspannten Film spielte Stewart eine seinem Typ völlig zuwiderlaufende Rolle als hartgesottener Privatdetektiv. […] It’s a Wonderful World war kompetent gemacht, hatte aber nichts Neues zu bieten.“
Andere Kritiker lobten den verhältnismäßig unbekannten Film der MGM als „clevere, lustige Farce mit definitiven Tugenden [und] bissig-sarkastischem Drehbuch“: „Die Handlung bewegt sich flott und munter wie ein Feldhase“.
Der film-dienst bezeichnete Drunter und drüber als eine „turbulente Kriminalkomödie, die als ein Höhepunkt der rasant-überdrehten Hollywood-Unterhaltung der 30er Jahre gilt; aus heutiger Sicht angenehme Unterhaltung, die im Zusammenspiel von James Stewart und der zu routinierten Claudette Colbert etwas grobflächig ausgefallen ist“.